# Harpoint (Gemeinde Zell am Moos)
Harpoint ist ein Ort im Salzkammergut in Oberösterreich wie auch Ortschaft der Gemeinde Zell am Moos im Bezirk Vöcklabruck.

## Geographie
Der Ort  befindet sich 25½ Kilometer südwestlich von Vöcklabruck, knapp 6 Kilometer nördlich von Mondsee und 2½ Kilometer östlich des Gemeindehauptortes Zell am Moos.
Die Rotte Harpoint liegt an der oberen Vöckla auf um die 680 m ü. A. Höhe. Südlich liegt der Lackenberg (925 m ü. A.), östlich Saurüssel (958 m ü. A.) und Heissinger Höhe (875 m ü. A.) mit dem Kronwald.
Die Ortschaft Harpoint umfasst etwa 40 Gebäude mit 100 Einwohnern.
Zum Ortschaftsgebiet gehören auch die Häuser bei der Lindenkapelle westlich auf der anderen Seite des Entersgrabens, die Häuser auf der anderen Vöcklaseite, die Rotte Mühle im Graben nördlich bachabwärts und die abgelegene Vormoos-Mühle taleinwärts.
Bei Harpoint verläuft die L1279 Mondseebergstraße von Mondsee durch das oberste Vöcklatal zur  L1281 Vöcklatalstraße (Zell am Moos – Frankenmarkt) in der Haslau. Von Zell am Moos führt ein ländlicher Zufahrtsweg über Brandstatt herauf.
| Feichten                        | Haslau (O) Mühle im Graben                  | Heissing (O)  |
| Niederbrandstatt (O Brandstatt) | Kompassrose, die auf Nachbargemeinden zeigt |               |
| Oberbrandstatt                  | Entersgraben (O)                            | Vormoos-Mühle |

## Geologie, Geschichte und Sehenswürdigkeiten

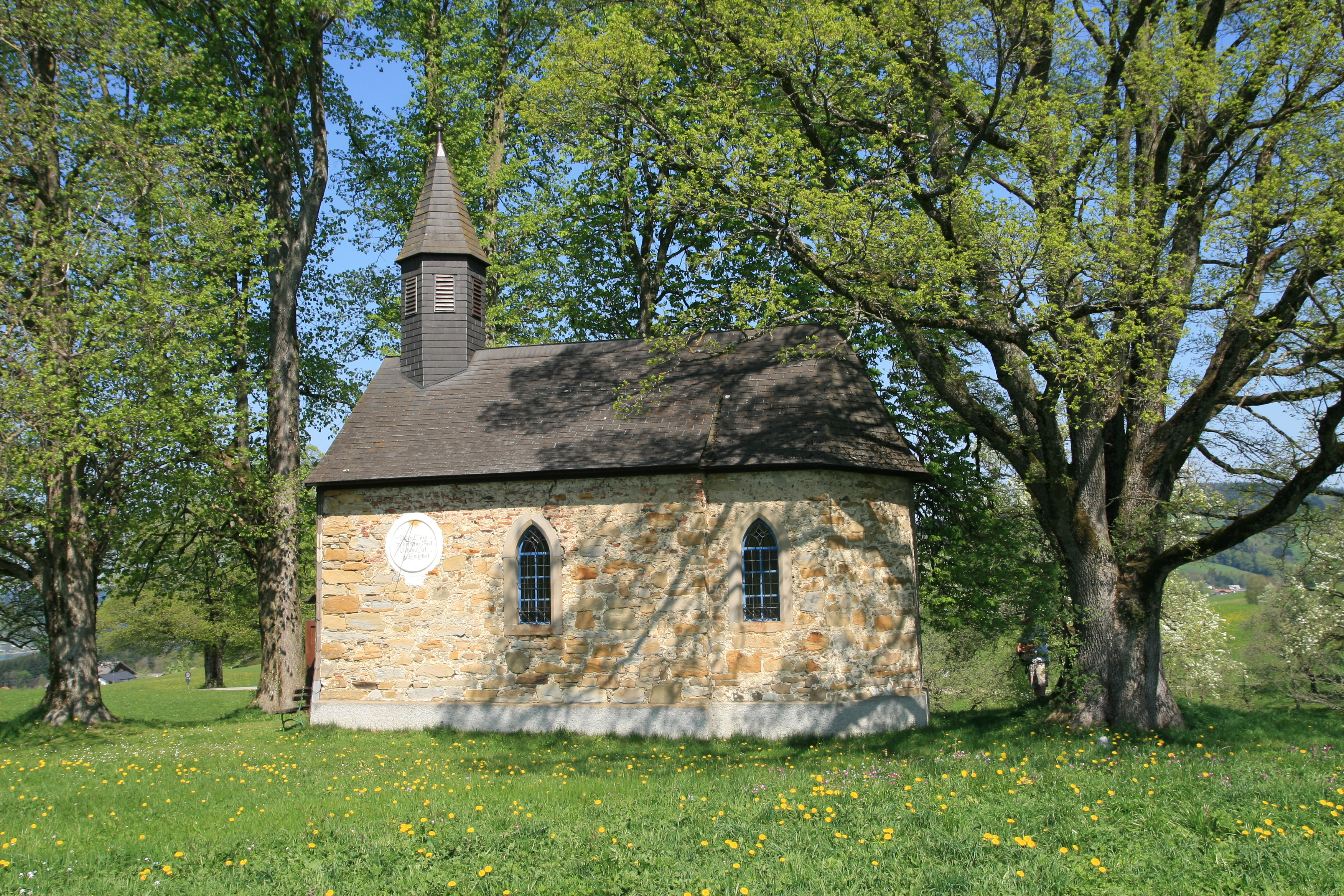
Lindenkapelle bei Harpoint

Harpoint liegt am Ausläufer einer Riß-zeitlichen (um die 200.000 Jahre alten) Randmoränen des Traungletschers.
Diese zieht sich vom Lackenberg bei Vormoos herunter und ist Teil des Haslauer Nebenastes des Dachsteingletschers, die Moräne setzt sich bei Haslau-Berg fort. Der Kiessand dieser Zeit zieht sich noch über die Passlage zum Haltgraben (Gollaubach) und nach Heissing hinauf, während nördlich um die Mühle im Graben und östlich abgeschliffener Flysch liegt.
Der Rücken bei der Lindenkapelle hingegen ist eine jüngere Würm-Randmoräne (vor 100.000–10.000 Jahren), die als Zug von Lacken bis zum Riedel vor der Hauslau gut erhalten ist. Ein kleiner Moränenzug direkt unterhalb zwischen Entersgraben-Mündung und Vöckla wird ebenfalls würmzeitlich datiert, und zeigt ein kleines Zwischenmaximum. Ein weiterer Nebenast des Gletschers, vom Hochmoos östlich des Lackenbergs entlang, dem heutigen Quellgebiet der Vöckla, endete oberhalb der Vormoos-Mühle. Hier dürfte sich also eine Zeitlang das Quellgebiet der Urvöckla als Gletscherbach befunden haben.
Der Ortsname steht zum häufigen althochdeutschen biunta, beunde ‚umzäunte Flur, Garten, Anwesen‘, die erste Silbe wohl zu ‚Haar‘, gemeint ist Flachs (Lein), für dessen Anbau und Trocknung hier vermutlich gerodet wurde. Solche Namen sind meist Spätmittelalterlich.
Die Lindenkapelle (Lindenbauer-Kapelle) ist ein kleines gotisches Steinkirchlein.
Seit den 1980ern befindet sich hier auch die Sternwarte Harpoint, ein privates Kleinobservatorium, das mit einem 50-cm-Spiegelteleskop eines der leistungsfähigsten Fernrohre Oberösterreichs hat. Besucherbeobachtungen sind möglich.